# Rudolf Bonnet
Rudolf Bonnet (Amsterdam, 30 maart 1895 – Laren (Noord-Holland), 18 april 1978) was een Nederlands kunstenaar.
Bonnet werd geboren in de Jodenbreestraat  als zoon van een bakker. Hij kwam terecht op de Hendrick de Keyserschool in Amsterdam, waar hij twee jaar de studie volgde. In 1913 deed hij toelatingsexamen voor de Rijksschool voor Kunstnijverheid. In 1916 deed hij daar eindexamen met goed gevolg. Ook bezocht hij de Rijksacademie voor Beeldende Kunsten.
Rond 1920 gingen veel kunstenaars naar Bali om daar te schilderen. Anderen hadden Bonnet aangespoord om daar ook naartoe te komen en in 1928 vertrok hij, na geruime tijd in Italië te hebben gewerkt, naar Batavia. Hij verbleef enige tijd in Semarang en vertrok in 1929 naar Bali. Daar begon Bonnet te tekenen en te schilderen; hij maakte veelal krijttekeningen in een stijl die met die van de kunstenaar Jan Toorop werd vergeleken.
Bonnet werkte op Bali nauw samen met de Duitse schilder Walter Spies (1895-1942), die in 1927 naar Bali kwam. Spies voorzag jonge, getalenteerde kunstenaars van betere materialen en alternatieve onderwerpen voor hun schilderijen. Bonnet en Spies werkten jarenlang op het eiland en raakten zeer betrokken bij het sociale en culturele leven. Beiden speelden in 1932 een belangrijke rol in de oprichting van het Bali Museum in Denpasar, destijds een nieuwe locatie om Balinees erfgoed te bewaren en tentoon te stellen. In 1937 stichtten Spies en Bonnet samen de vereniging 'Pita Maha' op ter behoud van Balinees erfgoed.
In 1953 werd Bonnet benoemd tot Ridder in de Orde van Oranje Nassau.
Van 1958 tot 1978 verbleef hij in Europa met als aanleiding de uitwijzing uit Indonesië. In 1958 exposeerde hij in het Singer Museum in Laren, in 1960 in de Utrechtse Kring, in 1961 in Kunstcentrum Bloemenheuvel in Bloemendaal en in 1962 in Kunstzaal Heuff te Wassenaar.
In 1963 vertrok hij toch weer naar het buitenland. Het werd Italië maar hij verlangde al snel weer naar zijn geboorteland en vestigde zich toen definitief in Nederland. Eerst in Blaricum aan de Noolseweg. Daar werd hij lid van de Gooische Schildersvereniging en van de tekenschool Hamdorff. In 1969 verhuisde hij naar het Rosa Spierhuis in Laren, het verzorgingshuis voor oudere kunstenaars. Hij bleef ook daar actief en organiseerde er in 1970 en in 1974 in de Galerie Inart te Amsterdam.
In Laren gaf hij enige tijd les aan de leerlingen van de Gooische Academie. In 1975 heeft hij in samenwerking met het Gooische Genootschap Nederland-Indonesië in het Singer Museum een expositie Nieuwe Kunst uit Indonesië georganiseerd. In 1977 werd Bonnet geëerd met de gouden kunst-medaille ‘Dharma Kusuma’.
In november 1977 werd Bonnet opgenomen in het St. Jansziekenhuis in Laren voor een operatie. Hij kwam echter niet goed uit de narcose en was eenzijdig verlamd en nauwelijks in staat om te praten. Hij overleed in het rusthuis Theodotion te Laren op 21 april 1978. Zijn as is op Bali, het eiland waar hij zo graag verbleef, uitgestrooid.

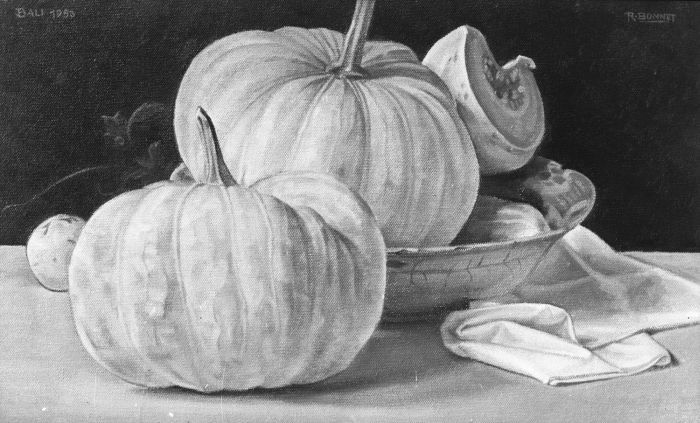
Stilleven met pompoenen (1950s)
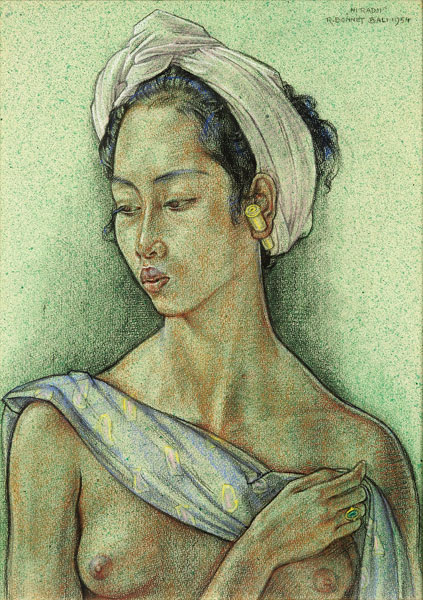
Ni Radji Bali (1954)
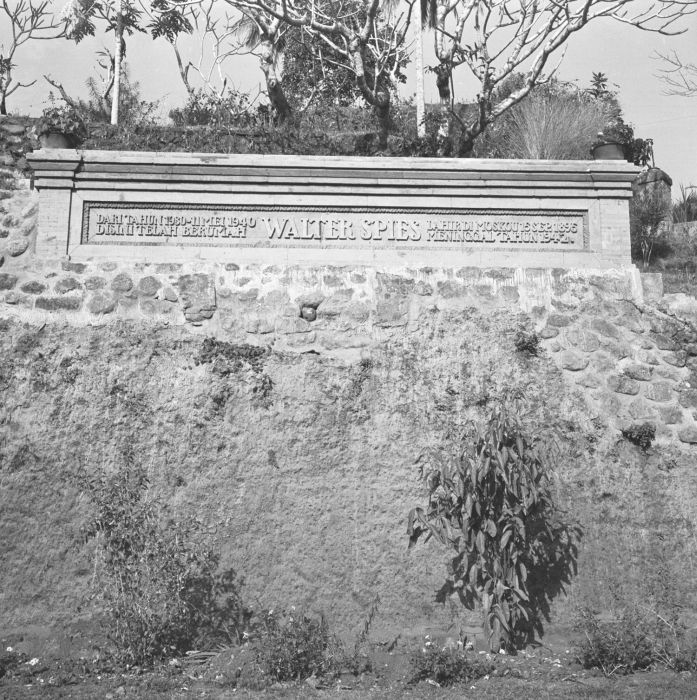
Monument voor Walter Spies
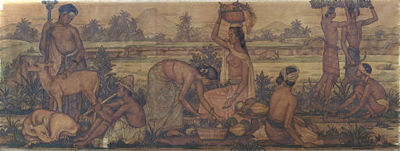
Markt op Bali